# Андерсон (округ, Техас)
Шаблон:StateAbbr_ 31°49′ пн. ш. 95°39′ зх. д. / 31.81° пн. ш. 95.65° зх. д.
О́круг А́ндерсон (англ. Anderson County) — округ (графство) у штаті Техас, США. Ідентифікатор округу 48001.

## Історія
Округ утворений 1846 року.

## Демографія
За даними перепису 2000 року загальне населення округу становило 55109 осіб, зокрема міського населення було 32348, а сільського — 22761. Серед мешканців округу чоловіків було 33562, а жінок — 21547. В окрузі було 15678 домогосподарств, 11343 родин, які мешкали в 18436 будинках. Середній розмір родини становив 3,07.
Віковий розподіл населення поданий у таблиці:
| Стать    | До 15 років | 15-21 | 22-29 | 30-39 | 40-49 | 50-65 | 65-85 | Понад 85 |
| -------- | ----------- | ----- | ----- | ----- | ----- | ----- | ----- | -------- |
| Чоловіки | 4802        | 2636  | 5438  | 8084  | 6024  | 3948  | 2366  | 264      |
| Жінки    | 4542        | 2055  | 1963  | 2754  | 3046  | 3385  | 3142  | 660      |

## Суміжні округи
- Гендерсон — північ
- Черокі — схід
- Г'юстон — південь
- Леон — південний захід
- Фристоун — захід

## Виноски
1. ↑  US Decennial Census. US Census Bureau. Архів оригіналу за 26 квітня 2015. Процитовано 18 квітня 2015.
2. ↑  Texas Almanac: Population History of Counties from 1850–2010 (PDF). Texas Almanac. Архів оригіналу (PDF) за 26 лютого 2015. Процитовано 18 квітня 2015.
3. ↑  State & County QuickFacts. US Census Bureau. Архів оригіналу за 6 липня 2011. Процитовано 8 грудня 2013. [Архівовано 2015-05-17 у Wayback Machine.](англ.) Наведено за англійською вікіпедією.
4. ↑  American FactFinder. Бюро перепису населення США. Архів оригіналу за 26 лютого 2012. Процитовано 31 січня 2008. [Архівовано 2008-05-21 у Wayback Machine.]

| США | Це незавершена стаття з географії США. Ви можете допомогти проєкту, виправивши або дописавши її. |